# Setan
Setan (persiska: ستن) är en ort i Iran.   Den ligger i provinsen Östazarbaijan, i den nordvästra delen av landet, 500 km nordväst om huvudstaden Teheran. Setan ligger 494 meter över havet och antalet invånare är 236.
Terrängen runt Setan är kuperad västerut, men österut är den bergig.Runt Setan är det ganska glesbefolkat, med 34 invånare per kvadratkilometer. Närmaste större samhälle är Jānān Lū, 18,6 km nordost om Setan. Trakten runt Setan består till största delen av jordbruksmark.